# Weerathep Pomphan
Weerathep Pomphan (thailändisch วีระเทพ ป้อมพันธุ์; * 27. Juli 1997), auch als Tor bekannt, ist ein thailändischer Fußballspieler.

## Karriere

### Verein
Weerathep Pomphan spielte bis 2018 beim Chamchuri United FC. Der Club aus Bangkok spielte in der dritten Liga, der Thai League 3. Hier trat man in der Lower-Region an. Im Dezember 2018 unterschrieb er einen Vertrag bei Muangthong United. Der Verein ist in Pak Kret, einem nördlichen Vorort der Hauptstadt Bangkok beheimatet und spielt in der höchsten Liga des Landes, der Thai League. Nach Ende der Saison 2021/22 wurde er in die Elf der Saison gewählt. In der Sommerpause 2023 ging er mit Ekanit Panya und Jaroensak Wonggorn nach Japan, um beim japanischen Erstligisten Urawa Red Diamonds mitzutrainieren. Nach 100 Ligaspielen für Muangthong wechselte er im Januar 2024 zum ebenfalls in der ersten Liga spielenden Bangkok United. Am Ende der Saison 2023/24 und Saison 2024/25 feierte er mit dem Verein die Vizemeisterschaft. Am 15. Juni 2024 gewann er mit Bangkok United den FA Cup. Das Endspiel gegen den Zweitligisten Dragon Pathumwan Kanchanaburi FC gewann man im Elfmeterschießen.

### Nationalmannschaft
Weerathep Pompha spielte 2022 fünfmal für die thailändische U23-Nationalmannschaft. Seit 2021 spielt er für die thailändische A-Nationalmannschaft. Sein Länderspieldebüt gab er am 18. Dezember 2021 im Gruppenspiel der Südostasienmeisterschaft gegen Singapur. Am Ende gewann er mit der Mannschaft die Südostasienmeisterschaft. In den Endspielen besiegte man Indonesien mit insgesamt 6:2. Ein Jahr später stand er erneut im Endspiel der Südostasienmeisterschaft. Hier konnte man sich in den beiden Endspielen gegen Vietnam mit insgesamt 3:2 durchsetzen. Im Oktober 2024 nahm er mit der Mannschaft am King’s Cup 2024 teil. Im Endspiel am 14. Oktober 2024 im Tinsulanon Stadium in Songkhla besiegte man das Team aus Syrien mit 2:1.

## Erfolge

### Verein
Bangkok United
- Thailändischer Vizemeister: 2023/24, 2024/25
- Thailändischer Pokalsieger: 2023/24

### Nationalmannschaft
Thailand
- Südostasienmeisterschaft: 2021, 2022
- King’s Cup: 2024

## Auszeichnungen
Thai League
- Best XI: 2021/22